# Cáncer óseo primario

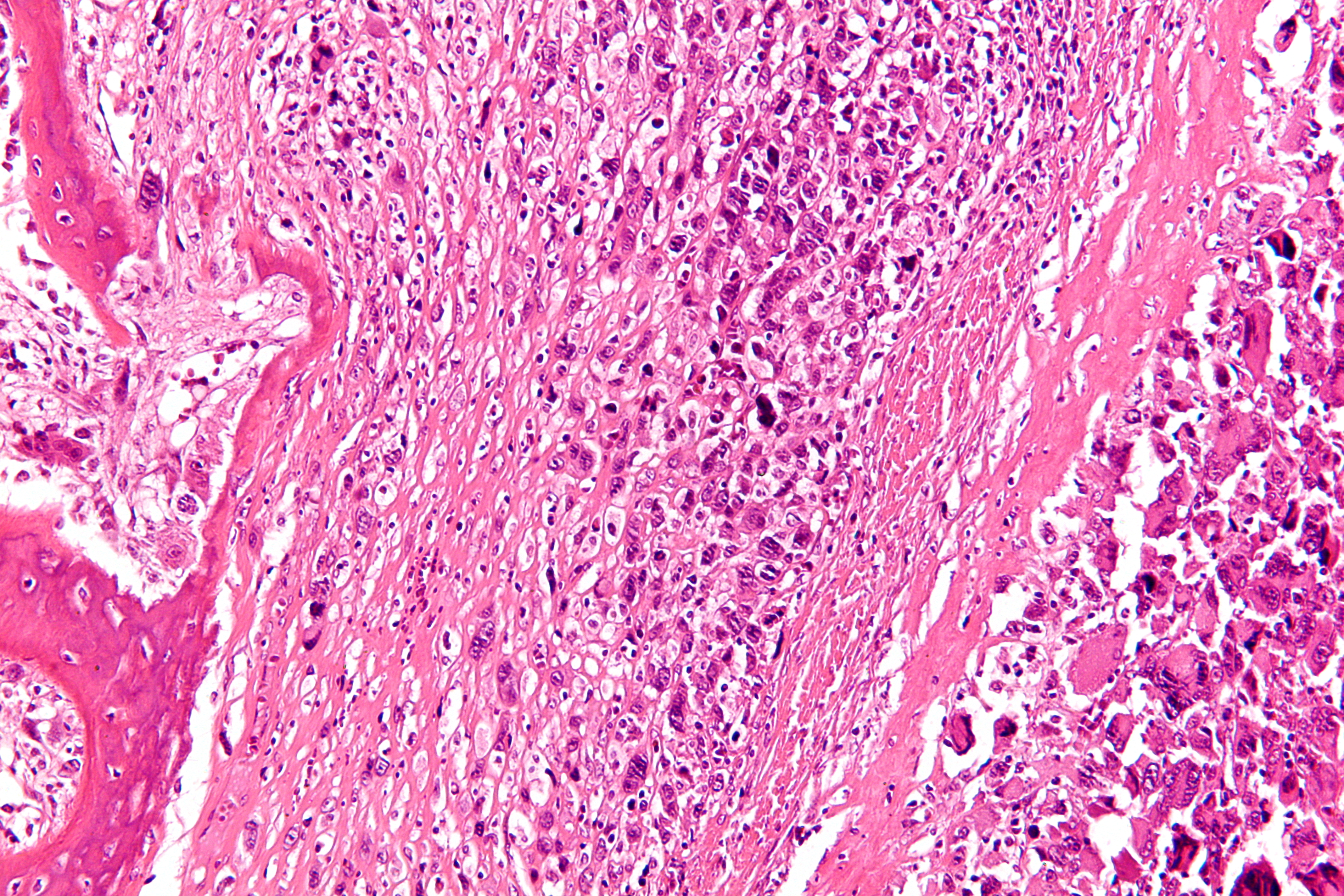
Micrografía de un osteosarcoma, un cáncer óseo primario.

El cáncer óseo primario es un tipo de cáncer poco común que afecta al esqueleto humano. A diferencia del secundario, se origina en el hueso y no es consecuencia de un cáncer de otra parte del cuerpo diseminado al hueso. Su síntoma más frecuente es el dolor aunque puede causar también inflamación, fracturas, pérdida de movilidad, fiebre, anemia, etc. Hay tres tipos de cáncer óseo:
- Osteosarcoma: es la variante más común. Se desarrolla en el tejido nuevo de los huesos en crecimiento (osteoide).

- Condrosarcoma: se origina en el cartílago entre las edades de 50 y 60 años.[1]

- Sarcoma de Ewing: nace en el tejido nervioso inmaduro, generalmente en la médula ósea. Es más frecuente en la edad de crecimiento.

Los factores de riesgo son: ser de corta edad (excepto en el condrosarcoma), haber recibido radioterapia o quimioterapia, padecer la enfermedad de Paget y en algunos casos puede haber un componente hereditario.

## Diagnóstico
Para hacer el diagnóstico de cáncer de hueso, el médico pregunta acerca de los antecedentes médicos personales y familiares del paciente y hace un examen médico completo. El médico puede sugerir un análisis de sangre para determinar el nivel de una enzima llamada fosfatasa alcalina. Es posible encontrar una gran cantidad de fosfatasa alcalina en la sangre cuando las células que forman el tejido del hueso están muy activas -cuando los niños están creciendo-, cuando está sanando un hueso fracturado o cuando alguna enfermedad o un tumor causa la producción de tejido anormal de hueso. Ya que es posible encontrar normalmente niveles altos de esta enzima en niños que están creciendo y en adolescentes, este análisis no es un indicador confiable por completo de cáncer de hueso.
Los rayos X pueden mostrar el sitio, tamaño y forma de un tumor óseo. Si los rayos X sugieren que un tumor puede ser canceroso, el médico puede recomendar pruebas especiales de imágenes como un escanograma de hueso, una tomografía computarizada (TCd), imágenes de resonancia magnética (IRM) o un angiograma. Sin embargo, una biopsia —la extracción de una muestra de tejido del tumor óseo— es necesaria para determinar si hay cáncer presente.
El cirujano puede realizar una biopsia de aguja o una biopsia por incisión. En una biopsia de aguja, el cirujano hace un hoyo pequeño en el hueso y extrae una muestra de tejido del tumor con un instrumento como una aguja. En una biopsia por incisión, el cirujano hace un corte en el tumor y extrae una muestra de tejido. Las biopsias las hacen mejor los oncólogos ortopedas, médicos con experiencia en el diagnóstico de cáncer de hueso. Un patólogo, médico que identifica las enfermedades al estudiar las células y tejidos en el microscopio, examina el tejido para determinar si es canceroso.